# Cauchemar américain
Pour les articles homonymes, voir Cauchemar américain (homonymie).
Cauchemar américain est un album de bande dessinée en noir et blanc, écrit et dessiné par Frédéric Garcès.

## Résumé
Un truand à peine sorti de prison replonge dans une sale affaire de prise d'otage avec rançon. Accompagné d'un « débile » et d'une certaine Lisa, le plan ne se déroulera pas comme prévu.
Un polar qui dépeint au vitriol une certaine Amérique… Un suspense brodé par l'accumulation de petites scènes pour aboutir à un final inattendu.
On devine dans cette réalisation l'inspiration d'un Muñoz (Le Bar à Joe) ou d'un Baru (L’Autoroute du soleil).
L'auteur, Frédéric Garcès, n'a produit qu'un seul album de bande dessinée : ce Cauchemar américain.

## Éditions
- Delcourt, collection « Encrages », 1998  (ISBN 2-84055-222-1)